# Stadio delle Alpi
Stadio delle Alpi (wł. Stadion Alpejski) – nieistniejący już stadion sportowy, należący dawniej do klubu Juventus F.C..
Stadio delle Alpi został wybudowany w 1990 roku na potrzeby Mistrzostw Świata w piłce nożnej, których Włosi byli gospodarzami. Po dwóch latach budowy największą trudnością okazało się nadanie nazwy dla nowej areny piłkarskiej. Propozycje nadania takich nazw jak "Meeting" czy "Agora" szybko zostały porzucone przez radę miasta. Wówczas to pomyślano o górach Alpach, u podnóży których leży Turyn. Stąd też wzięła się nazwa – Stadio delle Alpi. Stadion miał teoretyczną pojemność 70 040 miejsc, ale ze względów bezpieczeństwa zmniejszono jego pojemność najpierw do 67 000, a potem do 60 000 miejsc. Stadion obecnie nie istnieje, a na jego miejscu w latach 2009–2011 wybudowano nowy, typowo piłkarski obiekt, Juventus Stadium.

## Historia
Oficjalne otwarcie nastąpiło 31 maja 1990 roku, podczas specjalnie zorganizowanego na tę okazję piłkarskiego meczu towarzyskiego pomiędzy jedenastką gwiazd Juventusu i AC Torino a portugalskim zespołem FC Porto, który przegrał 3:4. Od 1990 obie turyńskie I-ligowe drużyny piłkarskie rozgrywały swoje mecze na Stadio delle Alpi, który należał do miasta.
Podczas Mistrzostw Świata w Piłce Nożnej 1990, na Stadio delle Alpi odbył się półfinałowy mecz pomiędzy Niemcami a Anglią. Mecz przyciągnął 62 628 widzów. Stadion zaprojektowany był na 70 040 miejsc, ale ze względów na bezpieczeństwo UEFA i FIFA zażądała zmniejszenia liczby miejsc do 60 000, aby skutecznie można było rozdzielić kibiców przeciwnych drużyn. Rekordową liczbę widzów na stadionie zarejestrowano podczas półfinału Ligi Mistrzów pomiędzy Juventusem i Realem Madryt 15 maja 2003 roku. Mecz ten oglądało na stadionie 67 229 widzów. Najczęściej jednak mecze piłkarskie rozgrywane na tym stadionie nie przyciągały więcej niż 40 000 widzów, co powodowało, że obiekt był nierentowny.
Prezydent Juventusu, Gianni Agnelli już od początku istnienia stadionu wyrażał swoje niezadowolenie. Uważał, że przez bieżnie znajdujące się wokół murawy, trybuny były zbyt daleko, przez co widoczność była bardzo słaba. Dystans od najdalszych rzędów do murawy wynosił 162 metry, co uniemożliwiało dojrzenie piłki. Stadion nie posiadał żadnego miejsca, w którym lekkoatleci mogliby się rozgrzewać, a na samej bieżni zabrakło jednego toru, aby móc rozgrywać międzynarodowe zawody lekkoatletyczne. Stadion nie posiadał żadnych urządzeń dla lekkoatletów. W rezultacie na stadionie odbyły się tylko jedne zawody lekkoatletyczne – w 1993 roku.
Zbyt wysokie koszty utrzymania stadionu doprowadziły do napiętej sytuacji między klubami piłkarskimi i władzami miasta. W 2003 zmiany w radzie miasta pozwoliły na satysfakcjonujące rozwiązanie dla obu turyńskich klubów piłkarskich. Władze Juventusu nabyły od miasta stadion wraz z przyległym terenem za 24 miliony euro. Juventus zaplanował wybudować na wolnym terenie wokół stadionu centrum handlowe oraz park rozrywki. AC Torino przeniosło się na mniejszy, ale popularniejszy wśród mieszkańców miasta obiekt, tj. Stadio Olimpico di Torino. Miasto obiecało wsparcie przy przebudowie Stadio Olimpico di Torino, co pozwoliło zwiększyć jego pojemność do 25 tysięcy miejsc. Do czasu przenosin w 2006 Torino było dzierżawcą Stadio delle Alpi. W 2006 roku Juventus stał się jedynym klubem piłkarskim grającym na Stadionie Alpejskim. W 2011 roku w miejsce wcześniej wyburzonego Stadio delle Alpi otwarto nowy obiekt, Juventus Stadium
13 września 1994 roku na stadionie odbył się koncert legendarnej grupy Pink Floyd. Był to jeden z wielu koncertów podczas światowej trasy koncertowej "94 Division Bell Tour" promującej album "The Division Bell".

## Trybuny
Cały stadion Alpejski był podzielony na trzy poziomy: najniższy (pierwszy), środkowy (drugi) oraz najwyższy (trzeci). Ze względu na niekorzystne usytuowanie trybun, rzędy pierwsze i ostatnie prawie nigdy nie były zajęte przez kibiców.

### La Curva Scirea
Położona była za bramką, co wcale nie ograniczało popularności, jaką się cieszyła. Trybuna La Curva Scirea była miejscem, gdzie przebywały najbardziej zagorzali kibice Bianconerich. Choć cała trybuna była wyposażona w miejsca siedzące, rzadko zdarzało się by ktoś z nich korzystał. Najłatwiej było dostać bilety na poziomie pierwszym. Na poziomie drugim, miejsca zajmowali w całości kibice posiadający roczne karnety. Pojemności wszystkich trzech poziomów wynosiła 15 260 miejsc.

### La Curva Nord
Trybuna La Curva Nord znajdowała się po przeciwnej stronie La Curva Scirea. Położona była ona za bramką, zaś zasiadali na niej przede wszystkim kibice zrzeszeni w Centro Juventus Club.

### La Tribuna Est
Tribuna Est z założenia zarezerwowana była dla rodzin przychodzących na stadion. Jest to miejsce, gdzie można było usiąść i spokojnie obejrzeć cały mecz. Była dużo tańsza niż La Tribuna Ovest i niemalże zawsze można było na nią nabyć bilety. W lewej jej części wydzielono sektor zarezerwowany dla kibiców drużyn przyjezdnych, który był oddzielony od pozostałych sektorami buforowymi.

### La Tribuna Ovest
Była to najdroższa trybuna na Stadio Delle Alpi. Drugi poziom był zarezerwowany w całości dla prasy, komentatorów i ważnych osobistości. Znajdowały się tam loże honorowe. Na pierwszy i trzeci bilety można było nabyć zawsze, ponieważ ze względu na cenę sprzedawały się najgorzej. Tylko kilka razy w historii zdarzyło się, by zabrakło na niej wolnych miejsc.

## Zmiany na Stadionie Alpejskim

### Projekt przebudowy
Przebudowa Stadionu Alpejskiego potrwa prawdopodobnie do roku 2008. W projekcie przebudowy przewiduje się całkowite usunięcie bieżni. Powstał także pomysł stworzenia szklanego dachu okrywającego stadion, dzięki czemu można go będzie użytkować niezależnie od warunków atmosferycznych. W projekcie pojemność stadionu zmniejszono do 41 tysięcy. Umożliwi to wyprzedaż biletów niemal na każdy mecz. Jednak tak mała liczba miejsc wywołała protesty wśród fanów Juventusu. Przewiduje się również wydzierżawienie części powierzchni kuluarów stadionu, aby zwiększyć jego rentowność przy zachowaniu dużej jego pojemności. Nowy obiekt nie będzie miał owalnych kształtów jak obecny. Będzie wybudowany na planie kwadratu, zaś najbliższe miejsca znajdą się w odległości 10-15 metrów od murawy.

### Realizacja i kłopoty
Pod koniec sezonu 2005/06 wyszła na jaw afera Calciopoli, która polegała na udowodnieniu kilku klubom włoskiej Serie A, że uzgadniały one wyniki części meczów. Wyrokiem, który zapadł 14 lipca 2006 roku, Juventus F.C. został zdegradowany do Serie B, odebrano mu tytuły mistrzowskie wywalczone w sezonach 2004/2005 oraz 2005/2006 oraz zakazano występów w kolejnej edycji Ligi Mistrzów.
Spowodowało to konieczność zmiany projektu i harmonogramu przebudowy stadionu. Wedle nowych założeń obiekt ma pomieścić około 42 tysięcy widzów. Otwarcie obiektu przesunięto na rok 2011.
W sezonie 2006/07 Juventus, grający w Serie B korzystał z obiektu AC Torino. W związku z poszukiwaniem funduszy na rozbudowę stadionu, Juventus opracował nową strategię finansowania przebudowy delle Alpi. Mecze Juventusu i Torino na których przewiduje się dużą frekwencję rozgrywane będą na modernizowanym Stadio delle Alpi, zaś pozostałe spotkania na mniejszym obiekcie – Stadio Olimpico di Torino.

## Mistrzostwa Świata 1990
Stadion został wybudowany specjalnie na Mistrzostwa Świata 1990. Rozegrano na nim łącznie 5 spotkań – 3 fazy grupowej oraz 2 fazy pucharowej.

### Mecze Grupy C
| 10 czerwca 1990 21:00 CET | Brazylia · Careca 40', 63' | 2:11:0 | Szwecja · Tomas Brolin 79' | Stadio delle Alpi, Turyn Widzów: 62.628 Sędzia: Tullio Lanese |
|                           |                            |        |                            |                                                               |

| 16 czerwca 1990 17:00 CET | Brazylia · Müller 33' | 1:0 | Kostaryka | Stadio delle Alpi, Turyn Widzów: 58.007 Sędzia: Neji Jouini |
|                           |                       |     |           |                                                             |

| 20 czerwca 1990 21:00 CET | Brazylia · Müller 82' | 1:0 | Szkocja | Stadio delle Alpi, Turyn Widzów: 62.502 Sędzia: Helmut Kohl |
|                           |                       |     |         |                                                             |

### Mecz 1/8 finału
| 24 czerwca 1990 17:00 CET | Argentyna · Claudio Caniggia 80' | 1:0 | Brazylia | Stadio delle Alpi, Turyn Widzów: 61.381 Sędzia: Joel Quiniou |
|                           |                                  |     |          |                                                              |

### Półfinał
| 4 lipca 1990 20:00 CET                                          | Niemcy · Andreas Brehme 60' | 1:1 (po dogrywce) k. 4:30:0, 1:1                                            | Anglia · Gary Lineker 80' | Stadio delle Alpi, Turyn Widzów: 62.628 Sędzia: Jose Roberto Wright |
|                                                                 |                             |                                                                             |                           |                                                                     |
|                                                                 |                             | Rzuty karne                                                                 |                           |                                                                     |
| Andreas Brehme · Lothar Matthäus · Karlheinz Riedle · Olaf Thon |                             | Gary Lineker · Peter Beardsley · David Platt · Stuart Pearce · Chris Waddle |                           |                                                                     |

## Statystyki

### Najwyższa frekwencja
| Data                 | Mecz                           | Rozgrywki     | Wynik | Liczba widzów |
| -------------------- | ------------------------------ | ------------- | ----- | ------------- |
| 15 maja 2003         | Juventus F.C. – Real Madryt    | Liga Mistrzów | 3-1   | 67 229        |
| 14 października 2001 | Juventus F.C. – AC Torino      | Serie A       | 3-3   | 64 764        |
| 24 kwietnia 1991     | Juventus F.C. – FC Barcelona   | PZP           | 1-0   | 64 469        |
| 26 kwietnia 1998     | Juventus F.C. – Inter Mediolan | Serie A       | 1-0   | 64 001        |
| 29 listopada 1992    | Juventus F.C. – A.C. Milan     | Serie A       | 0-1   | 63 802        |
| 6 maja 2001          | Juventus F.C. – AS Roma        | Serie A       | 2-2   | 63 548        |

### Najmniejsza frekwencja
| Data            | Mecz                           | Rozgrywki    | Wynik | Liczba widzów |
| --------------- | ------------------------------ | ------------ | ----- | ------------- |
| 18 grudnia 2002 | Juventus F.C. – UC Sampdoria   | Coppa Italia | 0-1   | 237           |
| 12 grudnia 2001 | Juventus F.C. – Reggina Calcio | Coppa Italia | 3-3   | 399           |

### Najwyższa wygrana gospodarza
| Data             | Mecz                           | Rozgrywki     | Wynik |
| ---------------- | ------------------------------ | ------------- | ----- |
| 10 grudnia 2003  | Juventus F.C. – Olympiakos SFP | Liga Mistrzów | 7-0   |
| 3 grudnia 1995   | Juventus F.C. – AC Torino      | Serie A       | 5-0   |
| 24 września 2002 | Juventus F.C. – Dynamo Kijów   | Liga Mistrzów | 5-0   |

### Najwyższa porażka gospodarza
| Data              | Mecz                        | Rozgrywki | Wynik |
| ----------------- | --------------------------- | --------- | ----- |
| 1 grudnia 2002    | AC Torino – AC Parma        | Serie A   | 0-5   |
| 16 maja 1993      | AC Torino – Cagliari Calcio | Serie A   | 0-5   |
| 17 listopada 2002 | AC Torino – Juventus F.C.   | Serie A   | 0-4   |
| 1 grudnia 2002    | AC Torino – AC Parma        | Serie A   | 0-4   |